# 洪塘贞节牌坊
洪塘贞节牌坊位于湖南省衡阳市祁东县石亭子镇洪塘村，为终身守节未改嫁的邹曾氏（太学生邹顺时之母）而立，乾隆帝亲自题词。2015年公布为衡阳第五批市级文物保护单位。

## 历史
乾隆年间，今石亭子镇洪塘村人士邹顺时在科举考试中先后成为太学生、上痒生。而邹顺时的父亲邹以坚早逝，邹顺时与兄弟全靠母亲曾氏独自辛苦抚养，曾氏终身守节未再嫁。乾隆帝乾隆皇帝为表彰邹曾氏之贞节，准许为邹曾氏建立贞节牌坊一座，并亲自为牌坊题字。
2002年9月，洪塘贞节牌坊被列为祁东县县级文物保护单位。2015年12月，洪塘贞节牌坊被列为衡阳市市级文物保护单位。

## 结构
洪塘贞节牌坊的主匾为乾隆皇帝题写的“清标彤管”四字，正额刻有“钦赐”二字。牌坊整体由石块镶嵌成形，题字、雕刻为白石，石柱石基为麻石。牌坊的两端为双龙戏珠图案及八仙人物浮雕，配二狮滚绣球。